# Cantone di Louviers
Il Cantone di Louviers è una divisione amministrativa dell'arrondissement di Les Andelys.
È stato costituito a seguito della riforma approvata con decreto del 25 febbraio 2014, che ha avuto attuazione dopo le elezioni dipartimentali del 2015.

## Composizione
Comprende i seguenti 7 comuni:
- Andé
- Heudebouville
- Incarville
- Louviers
- Saint-Étienne-du-Vauvray
- Saint-Pierre-du-Vauvray
- Vironvay